# Saint-Martin-Valmeroux
Saint-Martin-Valmeroux è un comune francese di 899 abitanti situato nel dipartimento del Cantal nella regione dell'Alvernia-Rodano-Alpi.

## Società

### Evoluzione demografica
Abitanti censiti